# Teshenawa jezik
Teshenawa jezik (ISO 639-3: twc), izumrli afrazijski jezik koji se govorio na području nigerijske države Jigawa u LGA Keffin Hausa, grad Teshena.
Pripadao je zapadnočadskoj skupini i podskupini oravih bade jezika

## Vanjske poveznice
- Ethnologue (14th)
- Ethnologue (15th)